# Учение «Коралл»
Учение «Коралл» — учение Северного флота, проведённое в СССР в конце октября 1961 года на полигоне Новая Земля в бухте губы Чёрная. В ходе учения проводились стрельбы торпедами 53-58 калибра 533 мм с ядерными зарядами с дизельной подводной лодки Б-130 проекта 641 под командованием капитана 3 ранга Н. А. Шумкова. Подводная лодка во время учения сопровождалась эсминцем «Безотказный».

## Стрельбы
21 октября 1961 года состоялись два пристрелочных выстрела торпедами с БЗО без делящихся материалов.
23 октября был произведён выстрел торпеды с ядерным зарядом, взрыв произошёл в 13 часов 30 минут и 47 секунд по местному времени на глубине примерно 25 м с энерговыделением 4,8 кт. Это был третий и последний подводный ядерный взрыв на счету СССР.
Из воспоминаний капитана II ранга В. М. Киселёва, наблюдавшего за взрывом:

Взрыв был подводный. Торпеда с атомным зарядом была выпущена с подводной лодки. Зрелище впечатляющее. Мне запомнилась бирюзовая вспышка. Вода стала подниматься, затем сквозь неё вырвалась грязь со дна (глубина в губе не велика — несколько десятков метров), затем образовалось пароводяное облако, которое скрыло район взрыва из виду. В группе руководства раздались крики «Ура!» и взаимные поздравления.
— В. М. Киселёв
26 октября был произведён пристрелочный выстрел торпеды с зарядом обычного ВВ.
27 октября был произведён выстрел торпеды содержащей ядерный заряд, взрыв произошёл в 11 часов 30 минут и 26 секунд по местному времени на поверхности воды, энерговыделение составило 16 кт.
Таким образом были испытаны торпеды с двумя разными по мощности зарядами и на два типа взрыва (подводный и на поверхности воды). Стрельбы проводились на дистанцию 12,5 км. Командир подводной лодки Н. А. Шумков был награждён орденом Ленина.